# Yorubaland
Le Yorubaland  ou les Terres des Yorubas (en yoruba Ilè Yorùbá) est l'aire culturelle du peuple yoruba en Afrique de l'Ouest. Il s'étend sur des régions des pays actuels que sont le Nigeria, le Togo et le Bénin. Il couvre une superficie totale de 142 114 km2, soit environ la même taille que les zones terrestres de la Grèce et du Monténégro réunies, dont 106 016 km2, soit environ 74,6 % à l'intérieur du Nigeria, 18,9 % au Bénin, et le reste, soit 6,5 % au Togo. L'espace géo-culturel compte environ 55 millions de personnes, dont la grande majorité est constituée des Yorubas.
Les pratiquants de la religion yoruba dans le monde sont estimés à environ 5,3 millions de personnes, dont la majorité se trouve au Nigeria.

## Géographie
Du point de vue géo-physique, le Yorubaland s'étend du Golfe de Guinée vers le nord, au Fleuve Niger dans le Bénin et le Togo à l'ouest. Dans la partie nord, les terres des yorubas commencent dans la banlieue située à l'ouest de Lokoja et s'étendent sans interruption jusqu'à l'Ogou, affluent du Fleuve Mono au Togo, sur une distance d'environ 610 km. Au sud, le Yorubaland commence dans la région située à l'ouest du Benin river occupée par les Yorubas Ilaje, et se poursuit sans interruption jusqu'à Porto Novo, sur une distance totale d'environ 270 km à vol d'oiseau. À l'ouest de Porto-Novo, les locuteurs Gbe commencent à prédominer. La partie nord est donc plus large que la partie sud côtière.
Le territoire est caractérisé par des forêts de mangroves, des estuaires et des plaines côtières au sud, qui s'élèvent progressivement vers le nord, pour former la région des hauts plateaux de l'intérieur, parsemée de collines, communément connu sous le nom de plateau du Yorubaland ou des hautes terres de l'Ouest. Les hauts plateaux sont très prononcés dans la région d'Ekiti, notamment autour de la crête d'Effon et de la ceinture de plis d'Okemesi, qui culminent à plus de 732 m et sont caractérisés par de nombreuses cascades et sources telles que la cascade d'Olumirin, la cascade d'Arinta, et la chute d'Effon,. L'altitude la plus élevée se retrouve sur les Collines Idanre Inselberg, qui ont des hauteurs dépassant les 1 050 mètres. En général, le paysage intérieur est une terre vallonnée avec des inselbergs occasionnels qui se détachent de façon spectaculaire du paysage vallonné environnant. On peut citer : Collines d'Okeagbe : 790 m, Olosunta à Ikere Ekiti : 690 m, inselbergs de Shaki, et colline d'Igbeti.
Avec ses plaines côtières, ses plaines du sud, et ses hautes terres de l'intérieur, le Yorubaland compte plusieurs grands fleuves et rivières qui sillonnent le territoire. Ces cours d'eau coulent dans deux grandes directions à travers le pays Yoruba : vers le sud, dans les lagunes et les ruisseaux qui se jettent dans l'océan Atlantique ; et vers le nord, dans le fleuve Niger. On peut citer entre autres le fleuve Osun qui se jette dans la lagune de Lekki,le fleuve Ogun qui se jette dans la Lagune de Lagos, le Fleuve Mono, le fleuve Oba, la rivière Owena, le fleuve Erinle, la rivière Yewa qui se déverse dans le ruisseau Badagry, le fleuve Okpara qui se jette dans la lagune de Porto-Novo,le fleuve Ouémé, le fleuve Ero entre l'État de Ekiti et l'État de Kwara. D'autres comme le fleuve Moshi, l'Oshin et l'Oyi coulent vers le Niger (nord).
De nos jours, la partie nigériane du Yoroubaland comprend Ọyọ, Ọṣun, Ogun, Kwara, Ondo, Ekiti, Lagos, ainsi qu'une partie de Kogi. La partie béninoise comprend le département de l'Ouémé, le département du Plateau, le  département des Collines, la commune de Tchaourou dans le département du Borgou, la commune de Bassila dans le département de la Donga, les communes de Ouinhi et Zogbodomey dans le département du Zou, et la commune de Kandi dans le département de l'Alibori. Les parties togolaises sont les préfectures de l'Ogou et de l'Est-Mono dans la Région des Plateaux, et la préfecture de Tchamba dans la Région Centrale.

### La végétation et le climat
Le climat du Yorubaland varie du nord au sud. La partie méridionale, centrale et orientale du territoire est une haute forêt tropicale recouverte d'un épais feuillage verdoyant et composée de nombreuses variétés de bois de feuillus telles que Milicia excelsa, plus communément appelée localement Iroko, Antiaris africana, Terminalia superba, connue localement Afara, Entandrophragma ou Sapele, Lophira alata, Triplochiton scleroxylon (ou Obeche), Khaya grandifoliola (ou Acajou d'Afrique) et Symphonia globulifera parmi de nombreuses autres espèces. Certaines espèces non indigènes telles que Tectona grandis (Teak) et Gmelina arborea (bois de pulpe) ont été introduites dans l'écosystème et sont largement cultivées dans plusieurs grandes plantations forestières. L’écosystème constitue ici la partie principale de la région forestière des basses terres du Nigéria, la plus vaste partie boisée du Nigéria.
La section côtière de cette zone comprend une zone recouverte de plateaux marécageux et dominée par des plantes telles que les mangroves et autres plantes sur pilotis, ainsi que des palmiers, des fougères et des cocotiers sur les plages. Cette partie comprend la plupart des états d'Ondo, d'Ekiti, d'Ogun, d'Osun et de Lagos et se caractérise par des niveaux de précipitations généralement élevés, définis par un double maximum (période de pointe); Mars – juillet et septembre – novembre. Les précipitations annuelles à Okitipupa, par exemple, dépassent 2 000 mm. La région est le centre d'une industrie florissante de production de cacao, de caoutchouc naturel, de noix de kola et de palmier à huile, ainsi que d'une exploitation forestière lucrative. Les États d’Ondo, d’Ekiti et d’Osun sont les principaux producteurs de cacao au Nigeria,, tandis que les parties méridionales des États d’Ogun et d’Ondo (Odigbo, Okitipupa et Irele) abritent de grandes plantations de palmiers à huile et de caoutchouc.
Les parties nord et ouest de la région se caractérisent par un climat de savane boisée tropicale, avec un maximum de précipitations. Cette zone couvre les deux tiers du nord d'Oyo, le nord-ouest d'Ogun, Kwara, Kogi, les Collines (Bénin), la moitié nord du département du Plateau (Bénin) et le centre du Togo. Une partie de cette région est constituée d'une savane dérivée qui était autrefois recouverte de forêt, mais ayant perdu la couverture forestière en raison de pressions agricoles et autres exercées sur les terres. Les précipitations annuelles ici oscillent entre 1 100 et 1 500 mm. Les précipitations annuelles à Ilorin, par exemple, sont de 1 220 mm. Les espèces d’arbres rencontrées comprennent Blighia sapida, plus communément appelé Ackee en anglais et Ishin en Yoruba, et Parkia biglobosa, l’arbre des féveroles, utilisé pour la fabrication du condiment de cuisine Iru ou ogiri.
La mousson (saison des pluies), dans les deux zones climatiques, est suivie d'une saison plus sèche, caractérisée par les alizés soufflant du nord-ouest, qui amènent l'harmattan (tempêtes de vent sec et froid chargé de poussière) qui soufflent du Sahara. Ils touchent normalement toutes les zones sauf une petite partie de la côte sud.

## Divisions administratives
| Yorubaland           |                     |                     |                     |                      |                                           |
| Pays \| Nigeria      |                     |                     |                     |                      |                                           |
| État                 | Superficie (km2)    | Capitale Régionale  | Plus Grande Ville   | 2e Plus grande Ville | Carte                                     |
| Ekiti État           | 6 353               | Ado Ekiti           | Ado Ekiti           | Ikere-Ekiti          |                                           |
| L'État De Kogi       | 9 351               | Lokoja              | Kabba               | Isanlu               |                                           |
| Kwara State          | environ 17 000      | Ilorin              | Ilorin              | Offa                 |                                           |
| De L'État De Lagos   | 3 345               | Ikeja               | Alimosho            | Ikorodu              |                                           |
| L'État D'Ogun        | 16 762              | Abeokuta            | Otta-Ijoko-Ifo      | Abeokuta             |                                           |
| Ondo État            | environ 15 500      | Akure               | Akure               | Ondo, Owo            |                                           |
| Etat D'Osun          | 9 251               | Oshogbo             | Oshogbo             | Ile-Ife, Ilesha      |                                           |
| Dans L'État D'Oyo    | 28 454              | Ibadan              | Ibadan              | Ogbomosho            |                                           |
| Zone ≈ 106 016 km2   |                     |                     |                     |                      |                                           |
| Pays \| Bénin        |                     |                     |                     |                      |                                           |
| Département          | Superficie (km2)    | Capitale Régionale  | Plus Grande Ville   | 2e Plus grande Ville |                                           |
| Borgou (Tchaourou)   | environ 5 000       | ____                | Tchaourou           | Papane               |                                           |
| Collines             | 12 440              | Savalou             | Savè                | Dassa                |                                           |
| Donga (Bassila)      | 5 661               | ____                | Bassila             | Manigri              |                                           |
| Plateau              | 3 264               | Sakété              | Pobè                | Kétou, Sakété        |                                           |
| Ouémé                | 500                 | Porto Novo          | Porto Novo          | Adjarra              |                                           |
| La zone ≈ 26 865 km2 |                     |                     |                     |                      |                                           |
| Pays \| Togo         |                     |                     |                     |                      |                                           |
| Région               | Superficie (km2)    | Capitale Régionale  | Plus Grande Ville   | 2e Plus grande Ville |                                           |
| Centrale (Chamba)    | 3 149               | ____                | Kambolé             | Aléjo                |                                           |
| Plateaux             | 6 084               | Atakpamé            | Atakpamé            | Anié, Morita         |                                           |
| La zone ≈ 9 233 km2  | La zone ≈ 9 233 km2 | La zone ≈ 9 233 km2 | La zone ≈ 9 233 km2 | La zone ≈ 9 233 km2  | Les terres des yorubas Zone ≈ 142,114 km2 |

## Préhistoire et tradition orale

### Peuplement
Oduduwa est considéré comme le géniteur légendaire des Yoruba. Presque tous les villages yorubas ont leur origine parmi les princes d'Ile-Ife, dans l'État d'Osun, au Nigéria. Ainsi, Ife peut être considéré comme la patrie culturelle et spirituelle de la nation Yoruba, à la fois au Nigéria et à l’extérieur. Selon un récit d'Oyo, Oduduwa serait un émissaire yoruba venu de l’Est, parfois considéré par certaines sources comme le "voisinage", véritable est sur les points cardinaux, mais qui signifierait probablement la région des sous-communautés d’Ekiti et d’Okun dans le Yorubaland, au Nigéria. En revanche, les preuves linguistiques semblent corroborer le fait que la moitié est du Yorubaland a été colonisée plus tôt que les régions occidentales, les dialectes du Yoruba du Nord-Ouest et du Sud-Ouest présentant plus d'innovations linguistiques que leurs homologues du Centre et de l'Est.

### Avant la guerre civile
Entre 1100 et 1700, le royaume yorouba d'Ifè connut un âge d'or caractérisé en partie par une sorte de renaissance artistique et idéologique. Il a ensuite été dépassé par l’empire d'Oyo en tant que puissance politique et politique dominante yoruba entre 1700 et 1900. Les Yoruba ressentent généralement un sens profond de la culture et des traditions qui les unissent et les aident à s'identifier en tant que descendants d'Oduduwa. Les autres sous-royaumes et chefferies qui existent sont des branches de second ordre des seize royaumes d'origine.
Il existe divers groupes et sous-groupes dans le Yorubaland, basés sur les nombreux dialectes distincts de la langue yoruba, qui, bien que mutuellement intelligibles, présentent des différences particulières. Les gouvernements de ces divers peuples sont assez complexes et chaque groupe et sous-groupe varie dans son modèle de gouvernance. En général, le gouvernement commence à la maison, avec la famille immédiate. Le niveau suivant est la famille élargie, avec son propre chef, un Olori-Ebi. Un groupe de familles élargies, éloignées les unes des autres, constitue une ville. Les différents chefs qui servent les villes en tant que personnes morales, appelés Olóyés, sont soumis aux Baálès qui les gouvernent. Un ensemble de villes distantes constitue un clan. Un groupe séparé d'Olóyés est soumis à l'Oba qui règne sur un clan individuel, et cet Oba peut lui-même être soumis à un autre Oba, selon le grade de l'Obaship.
« In this, government begins at home. The father of the family is considered the "head" and his first wife is the mother of the house. If her husband chooses to marry another wife, that wife must show proper respect to the first wife even if the first wife is chronologically younger. Children are taught to have respect for all those who are older than they are. This includes their parents, aunts, uncles, elder siblings, and cousins who they deal with every day... Any adult presumably has as much authority over a child as the child's parents do. All members of a particular clan live in the same compound and share family resources, rights, and possessions such as land »

## Histoire

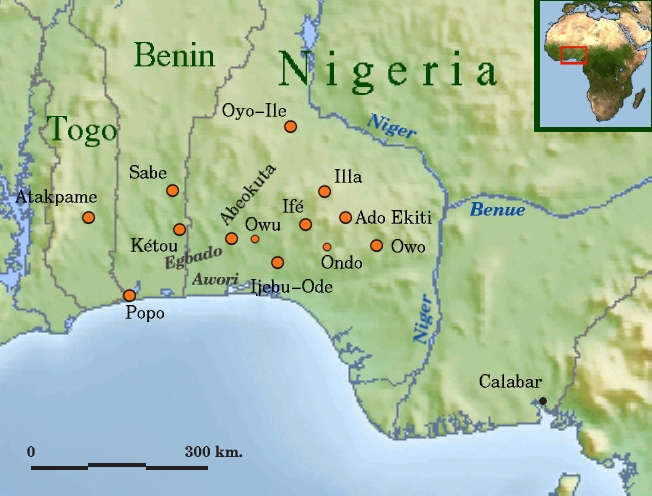
Ile Oòdua.

### Le gouvernement
Ifè a été surpassé par l'empire d'Oyo en tant que puissance politique et militaire dominante yoruba entre 1600 et 1800 de notre ère. Le royaume voisin du Bénin était également une force puissante entre 1300 et 1850 de notre ère. La plupart des cités étaient sous le contrôle des Obas, monarques sacerdotaux, et de conseils composés d’Oloyés, chefs reconnus d’ascendance royale, noble et même souvent commune, qui se joignaient à eux pour régner sur les royaumes, par le biais d’une série de guildes et de sectes. Différents états ont vu différents rapports de pouvoir entre la royauté et le conseil des chefs. Certains, comme Oyo, avaient des monarques autocratiques puissants, avec un contrôle presque total, tandis que dans d'autres, comme les cités-états d'Ijebu, les conseils sénatoriaux étaient suprêmes, et l' Ọba servait de figure de proue. Toutefois, dans tous les cas, les monarques yoruba étaient soumis à l’approbation constante de leurs électeurs et pouvaient facilement être contraints de renoncer à avoir fait preuve de tendance dictatoriale ou d’incompétence. L'ordre de quitter le trône était généralement communiqué par un aroko ou un message symbolique, qui prenait généralement la forme d'œufs de perroquet, livrés dans un bol à calebasse couvert, par les sénateurs Ogboni. Dans la plupart des cas, le message obligerait l'Oba à se suicider, ce qu'il était tenu de faire par serment.

### Les guerres civiles yorubas
Après un jihad (connu sous le nom de guerre des Peuls) dirigé par Ousman Dan Fodio (1754-1817) et une consolidation rapide des cités haoussa du nord du Nigéria contemporain, le califat des Fulani de Sokoto annexa le royaume tampon de Nupe, et commença à faire pression vers le sud l'empire d'Oyo. Peu de temps après, ils envahirent Ilorin, ville yoruba, puis pillèrent Ọyọ-Ile, la capitale de l'empire Oyo. Les nouvelles tentatives du califat de Sokoto d'étendre son expansion vers le sud ont été réprimées par les Yoruba qui s'étaient rassemblés pour résister, sous la direction militaire de la cité d'Ibadan, née de l'ancien empire Oyo, et des cités d'Ijebu,.
Cependant, l'hégémonie d'Oyo avait reçu un coup mortel. Les autres villes-États yoruba se sont libérés de la domination d'Oyo et ont été entraînés dans une série de guerres intestines ; une période au cours de laquelle des millions d'individus ont été transportés de force vers les Amériques et les Caraïbes, pour finalement aboutir dans des pays comme les Bahamas et Cuba, la République dominicaine, Porto Rico, le Brésil, Haïti et le Venezuela, entre autres.

### La colonisation européenne
Ces guerres ont affaibli les Yoruba dans leur opposition à la suite des événements, notamment les invasions militaires britanniques. La défaite militaire de l'armée d'Ijebu en 1882 à Imagbon, face à l'armée coloniale britannique, assura la mise en place d'une installation provisoire à Lagos, qui sera progressivement élargie par des traités de protectorat. Ces traités se sont avérés décisifs pour l'annexion progressive du reste du Yorubaland et, par la suite, du sud du Nigéria et du Cameroun.
En 1960, le Grand Yoroubaland a été absorbé par la République fédérale du Nigéria.
Selon les historiens yoruba, au moment où les Britanniques sont venus coloniser et asservir le Yorubaland à lui-même, puis aux Fulani du nord du Nigéria, les Yoruba se préparaient à se remettre de ce que l’on appelle communément la guerre civile yoruba. L'une des leçons à tirer des guerres intestines des Yoruba a été l'exposition du Yoroubaland à l'hégémonie fulani, dont le principal intérêt était d'imposer le despotisme sultaniste à l'ancienne cité Oyo-Ile et à l'actuel Ilorin. La conséquence la plus visible de cela a été l'annexion de près d'un cinquième du Yorubaland, d'Offa à l'ancien Oyo, en passant par Kabba, au nord du Nigéria, par Lord Frederick Lugard, et l'asservissement ultérieur de cette partie du Yorubaland sous le contrôle du féodalisme fulani.

## Démographie
Yorubaland est l'une des patries ethniques les plus peuplées d'Afrique. Il est également très urbanisé et regroupe 40 % des colonies au Nigéria, avec plus de 100 000 habitants, malgré l'existence aussi d'une très grande population rurale comme le reste de l’Afrique. La densité de population dans la région est très forte, avec environ 387 habitants par kilomètre carré. Cette densité de population n'est pas également répartie dans la région, avec des valeurs allant de plus de 140 000 habitants par km2 dans certains districts de Lagos tels que Mushin, Ajeromi-Ifelodun, Shomolu, Agege et Isale Eko - qui comptent parmi les plus denses au monde - à 42 000 personnes par km2 dans le centre-ville d’Ibadan. Au niveau sous-régional, Ekiti, Osun, le sud et le centre d'Ogun, Porto Novo et ses banlieues, le métro d'Ibadan, Lagos et la région d'Akoko, dans le nord de l'État d'Ondo, sont les environs avec les plus fortes densités de population.
À l'inverse, Ifelodun et Moro, dans le Kwara central, avec une densité d'environ 80 habitants par km2, Ijebu Est et les régions riveraines situées à l'est du district d'Ogun, avec une densité d'environ 95 habitants par km2, Atisbo et Iwajowa à l'ouest d'Oyo (50 et 55 habitants par km2), ainsi que le centre du Bénin et le Yorubaland togolais, ont les plus faibles densités.
Généralement, les villes sont aménagées de manière que le palais du roi ou du chef suprême et le marché central soient situés au cœur de la ville. Autour du palais et du marché central s'installe la ville elle-même, qui est à son tour entourée de terres agricoles et de petits villages. Les plus grandes colonies du Yorubaland ont tendance à être de nature nucléaire, avec des densités très élevées entourées de zones agricoles de faible densité. Les villes se développent de l'intérieur vers l'extérieur. En résumé, plus une partie de la ville est proche du centre-ville, plus elle est ancienne. Le palais et le marché central du centre-ville constituent les établissements les plus anciens et le fondement de la ville.

## Économie
Le développement économique du Yorubaland a connu deux grandes périodes : la période avant le XIXe siècle et la période après le XIXe siècle. Ces périodes correspondent à la période avant la guerre des Peuls et la période suivant la guerre civile yoruba.

### Avant leXIXesiècle
Avant le XIXe siècle, l'activité économique de l'empire d'Oyo était caractérisée par un commerce développé principalement avec le nord. Des produits tels que les chevaux, le sel gemme, la potasse, le beurre de karité, la laine et le lait étaient importés, tandis que l'empire exportait des noix de cola et du bétail. Le commerce avec le sud se développait également, mais moins important, basé sur le commerce des esclaves.
À la suite de l'annexion du royaume tampon de Nupe et la conquête du nord du Yorubaland par le califat des Fulani de Sokoto, le commerce traditionnel vers le nord se dégrade, au profit du développement du commerce en direction du sud,,.

### Après leXIXesiècle
Profitant du nombre important d'esclaves fourni par le développement de la guerre civile, et face au déclin du commerce avec le nord, le commerce avec la côte se développe rapidement. Les esclaves étaient vendus en échange d'armes à feu et de quelques autres produits européens.
En marge du commerce des esclaves, et malgré la guerre civile, l'activité économique intérieure du Yorubaland se caractérise également par l'agriculture. Ainsi, Alaafin Atiba, le fondateur du nouvel empire d'Oyo, a encouragé la culture de l'igname et des noix de cola. À Abeokuta, les missionnaires ont encouragé l'agriculture, notamment la culture du coton et de l'huile de palme. Les esclaves domestiques sont de plus en plus réorientés vers les fermes pour assurer le développement de ces cultures et les préparer à l'exportation. En 1856, 15 000 tonnes d'huile de palme ont été exportées par Egbaland, via Lagos, principal port du Yorubaland,.
Cinq principales routes permettaient de relier les territoires intérieurs du Yorubaland au port de Lagos, dont les trois plus importantes sont : La route d’Egba (Lagos via Abeokuta à Ibadan), la route Remo (Lagos via Ikorodu à Ibadan) et la route Ijebu Ode (Lagos via Ijebu Ode à Ibadan). Ces trois principales routes, contrôlées par les Egbas, les Ijebus et les Ijeshas qui servaient d'intermédiaires, reliaient Ibadan, principal exportateur d’esclaves de l’intérieur, et les commerçants européens établis à Lagos sur la côte. À la suite de l'occupation britannique de Lagos en 1861, dans le but de garantir la prospérité de Lagos et la croissance du commerce britannique, les traités britanniques et l'occupation de certaines villes yorubas permirent de mettre fin aux conflits réguliers entre ces intermédiaires d'une part, et entre ces intermédiaires et Ibadan désireux d'établir des échanges directs avec la côte d'autre part,.